# 塔尼亚苏
塔尼亚苏（葡萄牙語：Tanhaçu）是巴西巴伊亚州的一个市镇。总面积1341.793平方公里，总人口31309人，人口密度23.3人/平方公里。